# Mare aux Songes
Mare aux Songes é um pântano situado próximo ao litoral no sudeste da ilha Maurício onde há muitos restos subfósseis de animais extintos recentemente. Foi neste local que alguns dos primeiros restos de dodôs foram encontrados.
Restos de mais de 300 dodôs foram encontrados no pântano, mas apenas muito poucos ossos do crânio e das asas entre eles, o que pode ser explicado pela parte superior do corpo ter sido levada pela água, enquanto a parte inferior do corpo estava presa. Este cenário é semelhante à maneira como muitos restos de moa foram encontrados em pântanos da Nova Zelândia. Em 1889, Theodor Sauzier foi contratado para encontrar mais vestígios de dodôs no Mare aux Songes. Ele foi bem sucedido, e também encontrou restos de outras espécies extintas. Vinte e seis museus em todo o mundo têm quantidades  significativas de restos de dodôs, quase todos encontrados no Mare aux Songes.